# Sobrače
Sobrače este o localitate din comuna Ivančna Gorica, Slovenia, cu o populație de 59 de locuitori.